# Seans
Seans är en samling där människor träffas och sysslar med spiritistiska saker. Det kan till exempel vara en sittning med ett medium, tarot-läggare eller några helt omediala människor som samlas runt en Ouija-bräda. När många samlas till en seans kallas det storseans.
En storseans (även medial demonstration) innebär att ett andemedium håller seans för en större grupp människor. TV-serien Andra sidan med John Edward bygger till stor del på storseanser. I TV-dokumentären Messiah genomför illusionisten Derren Brown en storseans enbart med hjälp av psykologiskt trolleri. Storseanser arrangeras i Sverige till exempel av spiritualistiska föreningar.

## Andemedier förknippade med storseanser
- Terry Evans (exempelvis i Örebro 2007-03-07[1])
- Jörgen Gustafsson (exempelvis i Eskilstuna 2007-08-28[2])
- Iris Hall (exempelvis som del av TV-programmet Död eller inte[3])
- Anders Åkesson (exempelvis i Eskilstuna 2007-10-29[4])